# شکارچی (فیلم ۱۹۸۰)
«شکارچی» (انگلیسی: The Hunter (1980 film)) فیلمی در ژانر زندگینامه‌ای و مهیج است که در سال ۱۹۸۰ منتشر شد.

## خلاصه داستان
«رالف تورسون» به منظور پیدا کردن زندانیان فراری که به قید وثیقه آزاد شده‌اند، جستجوهای روتینی انجام می‌دهد. گاهی او به سادگی هدف خود را پیدا می‌کند. در بعضی موارد او مجبور می‌شود دست به کارهایی بزند که در نهایت منجر به مرگ قانون شکن می‌شود…

## بازیگران
- استیو مک‌کوئین
- ایلای والاک
- کاترین هرولد
- لوار بارتون
- بن جانسون
- کوین هاگن
- تریسی والتر
- مایکل دی رابرتس
- تدی ویلسون
- تونی بارتون